# Epicardio
L'epicardio è una membrana che riveste interamente la superficie esterna del cuore, rendendolo traslucido e liscio, e la parte iniziale dei grandi vasi. Costituisce il foglietto viscerale della sierosa cardiaca e, a livello del peduncolo vascolare, si riflette nel pericardio fibroso andando a delimitare la cavità pericardica nella quale, in situazioni patologiche, può raccogliersi un versamento pericardico. Insieme a miocardio ed endocardio forma la parete del cuore.

## Struttura

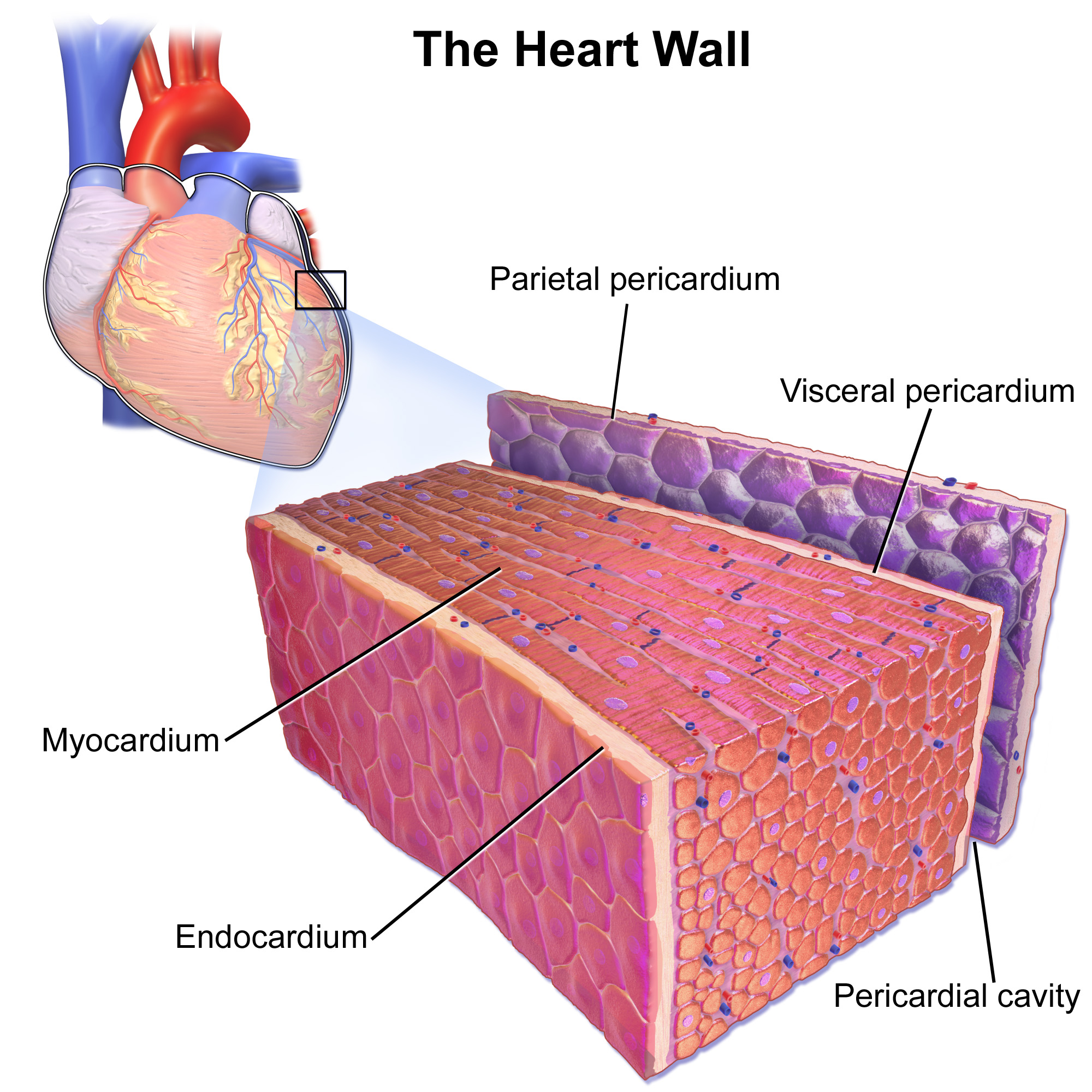
La parete cardiaca: in questa immagine l'epicardio è mostrato come parte del pericardio viscerale

L'epicardio è costituito da un unico strato di cellule mesoteliali e possiede una lamina propria composta da fibre elastiche sotto alla quale è presente uno strato sottoepicardico.

### Strato sottoepicardico
Tale strato formato da tessuto connettivo, continua con il tessuto interstiziale dei fasci muscolari del miocardio e, al suo interno, decorrono i vasi coronarici in certi punti contornati da accumuli adiposi.

## Derivazione embriologica
L'epicardio si sviluppa a partire dalle cellule mesoteliali della superficie esterna del seno venoso poste superiormente al miocardio.